# Hiéroglyphe égyptien F36
Le poumon et trachée, en hiéroglyphes égyptiens, est classifié dans la section F « Parties de mammifères » de la liste de Gardiner ; il y est noté F36.

## Représentation
Il représente un poumon humain et la trachée, parfois (non formellement identifié) à l'horizontale dans les textes des pyramides. Il est translittéré smȝ. 

## Utilisation
| F36 | A | F51A |

| F36 | A | F51A |

| F36 | A | Y1V |

| F36 | A | Y1V |

s'unir à, rejoindre, associer avec, arriver à, participer, préparer » et dérivés.

## Exemples de mots
| F36 | t · Y1 |

| F36 | t · Y1 |

| F36 | A | i | i | t |

| F36 | A | i | i | t |

| F36 | A | i | i | t | A24 | A1 · Z2 |

| F36 | A | i | i | t | A24 | A1 · Z2 |